# Филомена Мартурано
„Филомена Мартурано” је југословенски и српски ТВ филм из 1996. године. Режирао га је Дејан Ћорковић а сценарио је написао Едуардо Де Филипо.

## Улоге
| Глумац            | Улога              |
| ----------------- | ------------------ |
| Светлана Бојковић | Филумена Мартурано |
| Драган Николић    | Доменико Соријано  |
| Мирослав Жужић    | Алфредо Аморозо    |
| Рената Улмански   | Розалија Солимена  |
| Анита Манчић      | Дијана             |
| Драгана Ђукић     | Луција             |
| Бојан Жировић     | Умберто            |
| Ерол Кадић        | Рикардо            |

Остале улоге  ▼
| Глумац            | Улога     |
| ----------------- | --------- |
| Ненад Ћирић       | Мигеле    |
| Александар Груден | Ноцела    |
| Ненад Јездић      | Келнер 1  |
| Растко Лупуловић  | Келнер 2. |